# Cuckoo Boohoo
Cuckoo Boohoo è il secondo album degli A Toys Orchestra, pubblicato nel 2004.

## Il disco
È il primo album realizzato insieme al tastierista Fausto Ferrara. Inoltre è anche il primo disco distribuito dalla Urtovox.
Il nome dell'album deriva dal suono onamotopeico dei vecchi orologi a cucù.

## Tracce
1. Radio tsunami
2. Peter Pan syndrome
3. Panic Attack #1
4. Hengie: queen of the border line
5. Loco motive
6. Elephant man
7. Modern lucky man
8. 3 minutes older
9. Panic attack #2
10. Three withered roses
11. 1000 flaming dragonflies
12. Asteroid

## Formazione
- Enzo Moretto - voce, chitarra, piano, synth, chitarra slide
- Ilaria D'Angelis - voce, synth, piano, chitarra, basso
- Fausto Ferrara - synth, organo, accordion
- Raffaele Benevento - basso, chitarra, voce
- Fabrizio Verta - batteria, percussioni